# Fuerza de las Naciones Unidas para el Mantenimiento de la Paz en Chipre al inicio de la Invasión Turca de 1974
La Fuerza de las Naciones Unidas para el Mantenimiento de la Paz en Chipre (UNFICYP) al momento de la operación turca en la isla en los meses de julio y agosto de 1974 era un elemento militar mayormente de tropas de infantería ligera que cumplimentaba su mandato con despliegue sobre toda la isla con batallones aportados por seis naciones a los que se sumaban una reducida fuerza de policía civil.

## Antecedentes
UNFICYP fue creada por la resolución 186 del Consejo de Seguridad de las Naciones Unidas del 4 de marzo de 1964. En dicha resolución se recomendó el establecimiento de una fuerza de las Naciones Unidas para evitar que se reanudaran los enfrentamientos entre turcochipriotas y grecochipriotas que habían tenido inicio en la Navidad de 1963. Su despliegue era de carácter zonal. Los contingentes constitutivos se desplegaron en toda la isla.  
Con el objeto de facilitar una estrecha relación de trabajo con los funcionarios de distrito del gobierno de la isla y con los líderes turcochipriotas locales se buscó hacer coincidir sus áreas de responsabilidad con los límites de los distritos administrativos de Chipre. La capital, Nicosia, estuvo inicialmente bajo la responsabilidad de dos contingentes (canadiense y finlandés), organizados en una única zona de Nicosia bajo mando canadiense. En los distritos de Kyrenia y Lefka había un contingente cada uno. Los dos contingentes restantes cubrieron los distritos de Larnaca, Limassol y Pafos. 
A lo largo de los años se desarrollaron diversos redespliegues de los contingentes para asegurar un mejor uso de las tropas disponibles. En Nicosia, se desplegaron tropas para desempeñar una función de observación a lo largo de la Línea Verde (división intercomunal de los barrios que corre en dirección Este/Oeste). Siguiendo la conformación de los enclaves turcochipriotas en Kyrenia y Lefka, se desplegaron puestos entre las dos líneas de defensa desde donde se realizaban observaciones y patrullajes. En el resto Chipre, UNFICYP estaba generalmente desplegada en zonas donde era probable que surgiera un enfrentamiento.

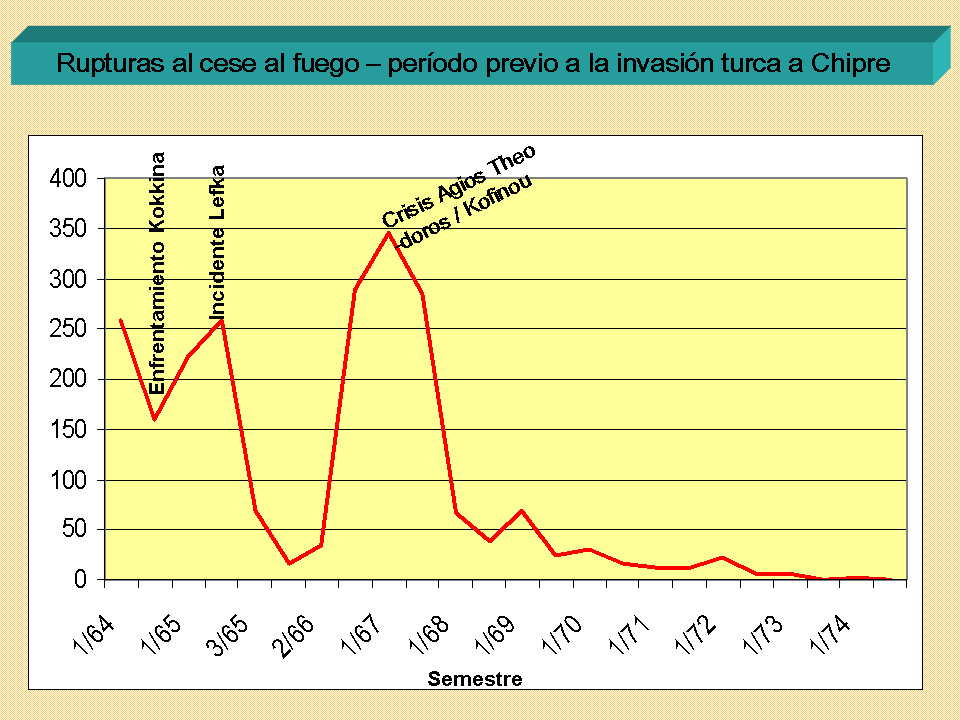
Involución de las rupturas al cese del fuego desde el inicio del conflicto hasta 1974

La disminución de las tensiones posibilitó la disminución gradual de los efectivos partiendo de un número de un total (militar y policía) de 6.275 en diciembre de 1964, la fuerza se redujo un año después a 5.764 y a 4.610 a finales de 1966. La fuerza de la fuerza en diciembre de 1967 era de 4.737.Al respecto, el último informe del Secretario General de las Naciones Unidas al Consejo de Seguridad antes de las operaciones militares de julio y agosto de 1974 señala en la primera de sus conclusiones:
"Han pasado más de 10 años desde que el Consejo de Seguridad estableció la Fuerza de las Naciones Unidas para el Mantenimiento de la Paz en Chipre. En gran parte gracias a la presencia de esta Fuerza, la situación en la Isla ha seguido siendo tranquila en los últimos años, pero aún quedan por alcanzar algunos de los objetivos básicos de la operaci6n de las Naciones Unidas."
El siguiente reporte del Secretario General es de similar tenor en cuanto a la situación político militar entes del 15 de julio de 1974, cuando se produce un Golpe de Estado contra el gobierno de la isla, entonces conformado solo por grecochipriotas.
"La situación intercomunal fue generalmente tranquila durante los meses de mayo, junio y principios de julio. Solo ocurrieron incidentes de poca Importancia, principalmente en los distritos de Nicosia y Famagusta. La tensión dentro de la comunidad grecochipriota aumentó durante el mes de junio y principios de julio aunque la situación militar continuó tranquila". 

## Cadena de Comando
Los mandos de la Fuerza en julio de 1974 eran:
- Representante Especial (Special Representatibe to the Secretary-General): Luis Weckmann Muñoz a partir del 1 de junio de 1974.[5]
- Comandante de la Fuerza (Force Commander): General de División Dewan Prem Chand (India).
- jefe de Estado Mayor: Brigadier Francis Henn (UK).

## Efectivos
UNFICYP comprendía 2.557 militares y 173 policías civiles, lo que hacía un total de 2.730 integrantes. Como resultado de la segunda fase de las reducciones que estaban teniendo lugar, la composición de la Fuerza al 23 de mayo de 1974. era de 2.188 militares y 153 policías civiles, lo que hace un total de 2.341 integrantes.
Los efectivos al 23 de mayo, según nación contribuyente de tropas, eran:
| País        | Estructura | Efectivos | Total |
| ----------- | --- | --------- | ----- |
| Austria     | Cuartel General de la Fuerza y Policía Militar                                                                   | 10        | 240   |
| Austria     | Centro médico de la UNFICYP                                                                                      | 14        | 240   |
| Austria     | Batallón (5.º Batallón)                                                                                          | 216       | 240   |
| Canadá      | Cuartel General de la Fuerza y Policía Militar                                                                   | 38        | 482   |
| Canadá      | Batallón (1st Commando Group / Canadian Airborne Regiment)                                                       | 444       | 482   |
| Dinamarca   | Cuartel General de la Fuerza y Policía Militar                                                                   | 15        | 232   |
| Dinamarca   | Batallón (21.º Batallón)                                                                                         | 217       | 232   |
| Finlandia   | Cuartel General de la Fuerza y Policía Militar                                                                   | 11        | 226   |
| Finlandia   | Batallón (21.º Batallón)                                                                                         | 215       | 226   |
| Irlanda     | Cuartel General de la Fuerza                                                                                     | 3         | 3     |
| Suecia      | Cuartel General de la Fuerza y Policía Militar                                                                   | 12        | 225   |
| Suecia      | Batallón (52.º Batallón)                                                                                         | 213       | 225   |
| Reino Unido | Cuartel General de la Fuerza y Policía Militar                                                                   | 139       | 780   |
| Reino Unido | Batallón (2nd Coldstream Guard) y escuadrón blindado de reconocimiento (Parachute Squadron / Royal Armoured Corp | 436       | 780   |
| Reino Unido | Unidades de apoyo logístico de la Fuerza                                                                         | 169       | 780   |
| Reino Unido | Grupo de apoyo aéreo de helicópteros                                                                             | 32        | 780   |
| Reino Unido | Contingente del Cuartel. General                                                                                 | 4         | 780   |
| Total       | |           | 2.188 |

| País      | Efectivos |
| --------- | --------- |
| Australia | 35        |
| Austria   | 55        |
| Dinamarca | 23        |
| Suecia    | 40        |
| Total     | 153       |

Dados los costos que implicaba el mantenimiento de la Fuerza de Paz, a la disminución de tensiones intercomunales y disminución de las violaciones al cese del fuego, al momento de la Operación Atila de las Fuerzas Armadas Turcas, la fuerza de Naciones Unidas se encontraba desarrollando un plan para la reducción de efectivos. Su primera fase concluyó el 15 de diciembre de 1973 y resultó en una reducción de 439 miembros. Los planes para la segunda fase preveían una nueva reducción de 383 hombres de toda graduación finalizando el 15 de junio de 1974 reportando una disminución del 26% de los efectivos de la Fuerza a mayo de 1973. Esta reducción implicaba un incremento de patrullas móviles y reducción de puestos fijos.

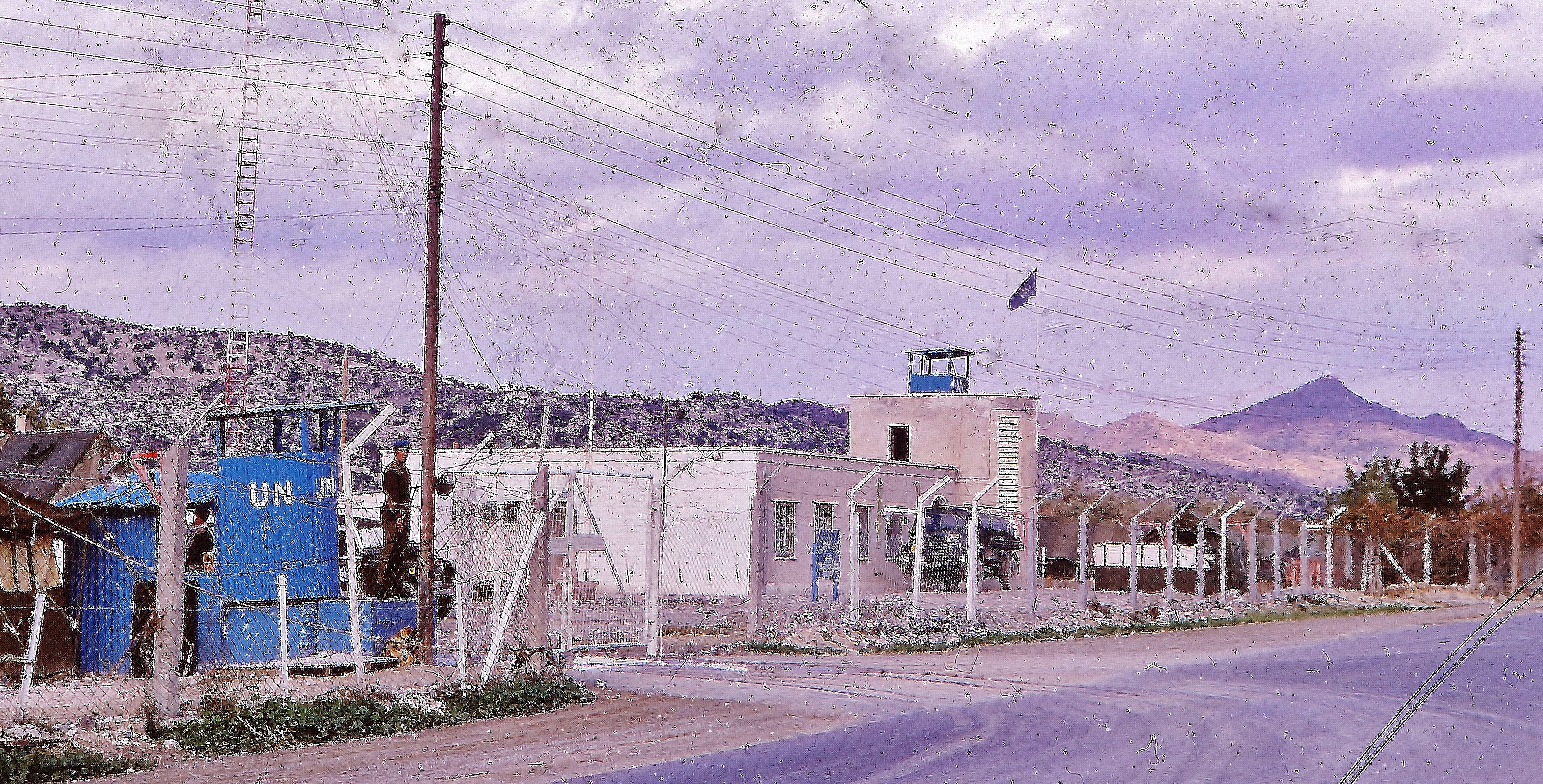
Entrada al campamento de UNFIVYP en la aldea de Kophinou del contingente británico. Año 1969

## Organización y dispositivo
El número de puestos de observación fue reducido de 53 a 41. 
| Cuartel General de la UNFICYP (incluye al Cuartel General de la policía civil de UNFICYP (UNCIVPOL)) - Nicosia                                                            | Cuartel General de la UNFICYP (incluye al Cuartel General de la policía civil de UNFICYP (UNCIVPOL)) - Nicosia | Cuartel General de la UNFICYP (incluye al Cuartel General de la policía civil de UNFICYP (UNCIVPOL)) - Nicosia | Cuartel General de la UNFICYP (incluye al Cuartel General de la policía civil de UNFICYP (UNCIVPOL)) - Nicosia                 | Cuartel General de la UNFICYP (incluye al Cuartel General de la policía civil de UNFICYP (UNCIVPOL)) - Nicosia | Cuartel General de la UNFICYP (incluye al Cuartel General de la policía civil de UNFICYP (UNCIVPOL)) - Nicosia |
| --- | --- | --- | --- | --- | --- |
| - Estado Mayor Conjunto - Fuerza logística y unidades de apoyo (efectivos de los contingentes austríaco y británico). - Sección del Escuadrón británico de reconocimiento | | | | | |
| Distrito de Nicosia | Distrito de Famagusta                                                                                          | Distrito de Larnaca                                                                                            | Zona de Limassol (Distritos de Limassol y Paphos)                                                                              | Distrito de Lefka                                                                                              | Distrito de Kyrenia                                                                                            |
| Batallón canadiense (Wolseley Barracks) Policía civil austríaca | Batallón sueco Policía civil sueca                                                                             | Batallón austríaco Policía civil sueca Policía civil danesa                                                    | Batallón británico (2nd Coldstream Guard) Escuadrón británico de reconocimiento (menos una sección). Policía civil australiana | Batallón danés (Viking Camp) Policía civil danesa                                                              | Batallón finlandés (Kykko Camp) Policía civil austríaca                                                        |